# Erina Yamane
Erina Yamane (山根 恵里奈 Yamane Erina?), född 20 december 1990, är en japansk fotbollsspelare som spelar för Real Betis.
Erina Yamane spelade 23 landskamper för det japanska landslaget. Hon deltog bland annat i fotbolls-VM 2015.